# Estação Martínez Nadal
A Estação Martínez Nadal é uma das estações do Trem Urbano de San Juan, situada em San Juan, entre a Estação Las Lomas e a Estação Torrimar. É administrada pela Alternate Concepts Inc..
Foi inaugurada em 17 de dezembro de 2004. Localiza-se no cruzamento da Rodovia 19 com a Rodovia 20. Atende o bairro de Gobernador Piñero.